# 74

## Nașteri
- dată necunoscută: Florus  (d. 140)

## Decese
- dată necunoscută: Matei Evanghelistul apostol și evanghelist creștin (n. ?)